# Alfred Fuller
Alfred Carl Fuller (* 13. Januar 1885 in Welsford, Kings County, Nova Scotia Kanada; † 4. Dezember 1973 in Hartford, Connecticut) war ein in Kanada geborener US-amerikanischer Geschäftsmann, Unternehmer und Philanthrop, der der ursprüngliche "Fuller Brush Man" war. Er gründete die Fuller Brush Company, ein Multi-Millionen-Dollar-Unternehmen.

## Biographie

### Frühe Jahre
Alfred C. Fuller wurde auf einer Farm im Annapolis Valley in Welsford, Kings County, Nova Scotia, Kanada, geboren. 
Er war das elfte von zwölf Kindern von Leander und Phoebe (Collins) Fuller. Mit der Ermutigung seiner Eltern, eine Karriere zu finden, zog er 1903 im Alter von 18 Jahren nach Boston, Massachusetts, um mit seiner Schwester zu leben.

### Karrienentwicklung
Er arbeitete für die Somerville Brush and Mop Company und wurde ein erfolgreicher Verkäufer für sie. Er selbst bezeichnete sich als Landei und war der Meinung, dass sein Erfolg auf seinen Bauernjungen-Charme, seine Fähigkeit, seinen Kunden das Gefühl zu geben, sich wohl zu fühlen, und seine volle Geld-zurück-Garantie zurückzuführen war.
Im Jahr 1906 gründete er mit einer Investition von 75,00 Dollar die Fuller Brush Company in Hartford, Connecticut, stellte Bürsten im Keller seiner Schwester her und verkaufte diese Bürsten von Tür zu Tür. Bis 1919 erzielte das Unternehmen einen Umsatz von mehr als 1 Million Dollar pro Jahr.

### Unternehmerischer Einfluss
Fuller Brush wurde in ganz Nordamerika bekannt und inspirierte sogar zwei Filmkomödien, The Fuller Brush Man (1948) und The Fuller Brush Girl (1950). 1961 nahm Fuller die Geheimnisse seines Erfolges bei Folkways Records auf einem Album mit dem Titel Careers in Selling: Ein Interview mit Alfred C. Fuller. Das Unternehmen blieb bis 1968 in den Händen der Familie Fuller, bis es von der Sara Lee Corporation übernommen wurde.

### Privatleben
1908 heiratete Fuller Evelyn Winnifred Ells, eine ebenfalls aus Nova Scotia stammende und in Boston lebende Frau. Evelyn arbeitete an der Seite von Alfred als seine Sekretärin, Buchhalterin und war auch im Verkauf tätig. Ihr wird nachgesagt, dass sie Alfred zwei Mal mehr verkaufte als er. Das Paar hatte zwei Söhne, Alfred Howard, geboren 1913, und Avard Ells, geboren 1916. Alfred C. Fuller und Evelyn Ells Fuller wurden 1930 geschieden.
Im Jahr 1932 heiratete Fuller in New York City Mary Primrose (Pelton) aus Yarmouth, Nova Scotia, Kanada. Primrose war 19 Jahre jünger als Alfred und sie blieben bis zu dessen Tod verheiratet. Das Paar, das in West Hartford, Connecticut, lebte, war ein bekannter Wohltäter und Unterstützer verschiedener gesellschaftlicher Organisationen, darunter die Hartt School of Music an der University of Hartford, die Hartford Opera, die Hartford Symphony und das Bushnell Memorial. Beide waren aktive Vorstandsmitglieder des Board of Regents der University of Hartford. Primrose wurde in Anerkennung ihres Beitrags und ihrer Unterstützung die Ehrendoktorwürde dieser Universität verliehen.
Alfreds Söhne übernahmen das Unternehmen als Präsidenten; Howard leitete das Unternehmen von 1943 bis zu seinem Tod bei einem Autounfall im Jahr 1959, Avard übernahm bis 1969 das Unternehmen.
Fuller blieb seiner Heimat Nova Scotia ein Leben lang verbunden und kaufte ein Haus in Yarmouth, Nova Scotia, Kanada, wo er und seine Familie die Sommer verbrachten. Das Haus, das als Pelton-Fuller House bekannt ist, wurde ursprünglich von Primroses Großeltern mütterlicherseits erworben. Primroses Mutter, Susan (Bown) Pelton, bewohnte das Haus bis zu ihrem Tod im Jahr 1965. Danach nutzte die Familie Fuller das Haus als Sommerhaus. Im Jahr 1996 schenkte Primrose das Haus in der Collins Street 20 dem Yarmouth County Museum, wo es restauriert wurde und der Öffentlichkeit zugänglich ist.
Fuller wurde in den Yorker Ritus der Freimaurerei aufgenommen, bis zu seiner Erhebung in den höchsten Grad des Großmeisters. Er war ein bedeutender Förderer der heutigen Hartt School, University of Hartford. Das Alfred C. Fuller Music Center wurde 1963 auf dem Campus der Hochschule gebaut.

### Tod
Fuller starb 1973 in Hartford, Connecticut, im Alter von 88 Jahren an einem Myelom. Er ist auf dem Pleasant Valley Cemetery in Somerset, Nova Scotia, begraben, etwa 4 Kilometer (oder 2,5 Meilen) von seinem Geburtsort entfernt.